# Prištevnost
Prištevnost je pravni izraz za psihološko stanje storilca kaznivega dejanja, ki se je v trenutku storitve tega dejanja zavedal posledic in kazenske odgovornosti storjenega dejanja.

## Kazenski zakonik
Kazenski zakonik Republike Slovenije opredeljuje prištevnost v 16. členu:
1. Ni prišteven storilec, ki ob storitvi kaznivega dejanja ni mogel razumeti pomena svojega dejanja ali ni mogel imeti v oblasti svojega ravnanja zaradi trajne ali začasne duševne bolezni, začasnih duševnih motenj, duševne zaostalosti ali zaradi kake druge trajne in hude duševne motenosti (neprištevnost).
2. Storilec kaznivega dejanja, čigar zmožnost razumeti pomen svojega dejanja ali zmožnost imeti v oblasti svoje ravnanje je bila bistveno zmanjšana zaradi kakšnega stanja iz prejšnjega odstavka, se sme mileje kaznovati (bistveno zmanjšana prištevnost).
3. Kazensko je odgovoren tisti storilec kaznivega dejanja, ki si je z uporabo alkohola, mamil ali kako drugače sam povzročil neprištevnost, če je bila pred tem glede kaznivega dejanja podana njegova krivda, ki jo zakon določa za to dejanje.